# Wadley (Alabama)
Pour les articles homonymes, voir Wadley.
Wadley est une municipalité américaine située dans le comté de Randolph en Alabama.
La localité se développe lors de l'arrivée du New Atlanta, Birmingham & Atlantic Railroad. Elle est d'ailleurs nommée en l'honneur du vice-président de cette compagnie de chemin de fer, George Doyle Wadley. Fondée en 1906 par Fuller E. Callaway, Wadley devient une municipalité le 15 septembre 1908. Elle compte alors 333 habitants.
Selon le recensement de 2010, sa population est de 751 habitants. La municipalité s'étend sur 1,52 milles carrés (3,94 km2).
Wadley accueille une université, le Southern Union State Community College (en).

## Démographie
| 1910 | 1920 | 1930 | 1940 | 1950 | 1960 |
| ---- | ---- | ---- | ---- | ---- | ---- |
| 426  | 508  | 527  | 493  | 535  | 605  |

| 1970 | 1980 | 1990 | 2000 | 2010 | - |
| ---- | ---- | ---- | ---- | ---- | - |
| 626  | 532  | 517  | 640  | 751  | - |